# Second Impact Syndrome
Second-impact syndrome (SIS), hvilket direkte oversat betyder Andet-slag syndrom, opstår når hjernen hæver hurtigt og katastrofalt, efter en person får yderligere en hjernerystelse før symptomerne fra en tidligere en, er forsvundet. Det andet slag kan ske minutter, dage eller uger en person har fået den oprindelige hjernerystelse, og selv den mildeste grad af hjernerystelse kan føre til SIS. Lidelsen er ofte fatal, og stort set alle der ikke dør, bliver voldsomt handicappet. Årsagen til SIS kendes ikke, men det formodes at hjernens arterioler mister deres evne til at regulere deres diameter, og derfor mister kontrollen over den cerebrale blodcirkulation, hvilket fører til cerebral ødem.
De fleste tilfælde af SIS er forekommet hos yngre mennesker, der anses som værende mere sårbare. For at forhindre SIS, er der blevet etableret retningslinjer i forhold til at forbyde atleter at vende tilbage til spillet for hurtigt. Eksempelvis anbefales atleter ikke at genoptage aktiviteten før symptomerne på den oprindelige hovedskade er forsvundet.
På grund af meget små antal af beskrevne tilfælde af SIS, er der stadig tvivl omkring om det er en valid diagnose. Men syndromet anerkendes af læger.

## Epidemiologi
Selvom incidensen af SIS er ukendt, er lidelsen sjælden; meget få tilfælde er bekræftet i den medicinske litteratur. I 13-årsperioden fra 1980 til 1993 blev 35 amerikansk fodbold-relaterede tilfælde af SIS beskrevet, men kun 17 af disse blev bekræftet gennem nekropsi eller operation og MR-scanning som værende SIS og 18 tilfælde blev antaget som værende formentlig SIS-relateret. Yderligere bliver det oprindelige trauma normalt underrapporteret, hvis bidrager til forvirringen omkring hvor ofte syndromet opstår.
Et estimat nævner, at syndromet dræber fire til seks mennesker under 18 år, hvert år. I følge Centers for Disease Control, dør omkring 1,5 mennesker hvert år from hjernerystelse i USA; i de fleste tilfælde har personen fået en anden hjernerystelse tidligere.
Dels på grund af den dårlige dokumentation af de oprindelige skade, og fortsatte symptomer i de beskrevne tilfælde,, mener nogle læger og forskere at lidelsen er over-diagnosticeret, og nogle sætter spørgsmålstegn ved diagnosens validitet.

### Risici
SIS deler alle risikofaktorerne med hjernerystelse; derfor har dem der har forhøjet risiko for hjernerystelse, også forhøjet risiko for SIS. Derfor har folk der deltager i sportsgrene såsom boksning, fodbold, amerikansk fodbold, baseball, rugby, basketball, ishockey, wrestling og skisport (især alpint) forhøjet risiko. Lidelsen opstår oftest i amerikansk fodbold.
SIS rammer uforholdsmæssigt teenagere. Alle dokumenterede tilfælde er hos folk under 20 år, på nær i boksning. Unge atleter har vist sig at være mere modtagelige over for hjernerystelser, og har derfor større risiko for at få SIS end deres ældre modparter. Men SIS er også bekymring for voksne atleter. Teenagere og unge voksne mænd, der spiller amerikansk fodbold eller ishockey, eller der bokser eller står på ski, lider hyppigst af lidelsen. Alle beskrevne tilfælde af SIS er hos mænd, men det vides ikke om dette er på grund af en speciel sårbarhed eller at mænd er mere udsat for yderligere slag.
Studier har vist at folk der får mere end én hjernerystelse har højere risiko for at få yderligere en i fremtiden.

## Funktioner
SIS er det mest seriøse potentielle komplikation der kan opstå for en atlet der vender tilbage til spillet før symptomerne fra en mindre hovedskade er forsvundet. Sådanne symptomer inkluderer hovedpine, kognitive problemer, og visuelle ændringer.
Den umiddelbare skade kan være en hjernerystelse, men det kan også være andre, voldsommere, typer af hovedtrauma, såsom hjernekontusion. Men den første hjernerystelse behøver ikke at være voldsom, for at det næste slag er årsag til SIS. Yderligere kan også det andet slag være meget lille, selv et stød som et slag til brystet, kan for hovedet til at rykke sig, og dermed sende accelerationskræfter til hjernen. Tab af bevidstheden under den anden skade er ikke nødvendigt for at SIS kan opstå. Begge skader kan finde sted i samme kamp.
Atleten kan måske fortsætte i kampen efter den anden hjernerystelse, og kan muligvis gå fra banen uden assistance, men symptomerne kan hurtigt udvikle sig, og lidelsen kan hurtigt forværres. Neurologisk kollaps kan opstår inden for en kort periode, med hurtigt påbegyndende udvidet pupiller, tabe af øjenbevægelse, bevidstløshed og respirationssvigt. Fejl på hjernestammen opstår ofte mellem to og fem minutter efter det andet slag, og døden kan indtræffe kort herefter.
SIS bliver nogle gange forbundet med et mindre subduralt hæmatom.

## Patofysiologi
Hjernerystelses ændrer midlertidigt hjernens funktion.
Det antages at hjernen efterlades i en sårbar situation efter hjernerystelse, og at yderligere et slag sammenkædes med SIS. Den faktiske mekanisme bag den katastrofale hjernehævelse er kontroversiel. Yderligere en skade i denne periode antages at starte en serie af metaboliske begivenheder i hjernen.
Ændringer der tyder på SIS kan påbegynde i hjernen inden for 15 sekunder efter den anden hjernerystelse. Patofysiologiske ændringer ved SIS kan inkludere tab af autoregulering af hjernens blodkar, der får dem til at blive overbelastet. Blodårerne udvider sig, og øger deres diameter meget, hvilket før til en stør øgning af i cerebral blodgennemstrømning. Progressive cerebral ødemer kan også opstå. Stigningen i blod- og hjernevolume i kraniet skaber en hurtig og voldsom stigning i intrakranialt tryk, som kan forårsage uncal og cerebellær hjernekompression, en katastrofal og potentiel fatal lidelse, i hvilken hjernen presses forbi strukturere inden i kraniet.
Forsøg på dyr har vist at hjernen kan være mere udsat for yderligere en hjernerystelse kort efter den første. I sådan et studie, et mildt slag givet inden for 24 timer af et andet, med minimal neurologisk svækkelse, gav et massivt sammenbrud af blod-hjerne-barrieren og efterfølgende hjernehævelse. Tab af denne beskyttende barriere kan være ansvarlig for det ødem der findes i SIS.
Dyreforsøg har vist at den ikke fuldt-udviklede hjerne kan være mere sårbar over for hjernetrauma; disse fund kan give ledetråde til hvorfor SIS kun rammer folk under 18 år.

## Forebyggelse
Foranstaltninger der forhindrer hovedskader generelt, forhindrer også SIS. Derfor anbefales atleter at bruges beskyttede udstyr, såsom hjelme, selvom hjelme ikke fuldstændigt forhindrer syndromet.
Eksperter anbefaler at atleter der har fået en hjernerystelse, og stadig klager og hjernerystelsesrelaterede symptomer forbydes at genoptage spillet på grund af risikoen for udvikling af SIS. Atleter frarådes også at genoptage spillet indtil de er blevet undersøgt og godkendt af en sundhedsprofessionel der har viden om hjernerystelse. Nogle atleter kan også afvise hjernerystelsessymptomer, fordi de ikke ønsker at blive fjernet fra spillet. Derfor skal trænere forbyde genoptagelse af spillet for enhver atlet der har fået hjernerystelse, lige gyldigt i hvilken hastighed symptomer forsvinder. En første hovedskade kan skade en atlets dømmekraft og evne til at sige fra i forhold til deltagelse i risikofyldt aktivitet, så sundhedsprofessionelle skal opmuntre familiemedlemmer og andre bekendtskaber til at presse en atlet til ikke at genoptage spillet.
Flere forskellige udgaver af tilbage-til-spil vejledninger eksisterer for atleter der har fået et mindre hovedtrauma. Disse eksistere delvist for at undgå at atleten udvikler SIS. En bred vifte af vurderingssystemer til hjernerystelse er blevet udviklet, delvist for at hjælpe i denne beslutning. Alle tilbage-til-spil vejledninger anbefaler at en atlet ikke genoptager sin aktivitet indtil alle symptomer på hjernerystelse er væk både ved hvile og fysisk aktivitet. Det amerikanske neurologiakademi anbefaler at unge atleter afholder sig fra at genoptage spillet i mindst en uge i de fleste tilfælde af hjernerystelse.
De nuværende tilbage-til-spil vejledninger er måske ikke strikse nok til at beskytte unge atleter fra SIS. På den anden side er de måske for strikse for professionelle football-spillere; evidens for at syndromet eksisterer i denne population mangler.

## Diagnose
Magnetisk Resonans Skanning og computertomografi er de mest brugte billedediagnostiske værktøjere til at finde SIS. Den overbelastning der er på hjernens blodkar er muligvis synlig gennem CT-skanninger.
SIS er anderledes end gentaget hovedtrauma syndrom, i hvilken en person får flere mindre hovedskader over tid og oplever en mindre nedgang i funktions- såvel som kognitive evner. I modsætning til SIS, kan gentaget hovedtrauma syndrom godt opstå selvom symptomerne fra en tidligere skade er forsvundet fuldstændigt. SIS tænkes at være voldsommere en gentaget hovedtrauma syndrom, både på den korte og lange bane.

## Behandling
Behandling af tabet af autoregulering af hjernens blodkar kan være svært eller umuligt. Når SIS opstår, hjerne kirurgi ikke, og der er kun et lille håb for helbredelse. Behandling kræver hurtigt opdagelse og inkluderer administrering af osmotiske agenter og hyperventilation for at mindske det intrakraniale tryk.

## Prognose
Dødelighedsraten for SIS nærmer sig 50 %, og morbiditet (handicap) er næsten 100 %. Siden lidelsen er så sjælden, har forbindelsen mellem SIS og fremtidige handicap været svært at fastslå, og det er derfor dårligt forstået.
Når SIS ikke er fatal, kan effekter lignende dem fra svære traumatiske hjerneskader opstå, herunder vedholdne muskelspasmer og spænding, emotionel instabilitet, hallucinationer, posttraumatisk epilepsi, mentalt handicap, paralyse, koma, og hjernedød.